# Saint-Maurice-de-Tavernole
Saint-Maurice-de-Tavernole era una comuna francesa, que estaba situada en el departamento de Charente Marítimo, de la región de Nueva Aquitania, y que el uno de enero de 2016 se unió a las comunas de Moings y Réaux, formando la comuna nueva de Réaux-sur-Trèfle, y pasando las tres comunas a ser comunas delegadas de la misma.

## Demografía
| Gráfica de evolución demográfica de Saint-Maurice-de-Tavernole entre 1800 y 2013 |
|                                                                                  |

Los datos demográficos contemplados en este gráfico de la comuna de Saint-Maurice-de-Tavernole se han cogido de 1800 a 1999 de la página francesa EHESS/Cassini, y los demás datos de la página del INSEE.